# Pär Nordlund
Pär Nordlund, född 1958, är professor i biofysik vid Institutionen för medicinsk biokemi och biofysik vid Karolinska Institutet.
Nordlund disputerade 1990 vid Sveriges lantbruksuniversitet. Hans forskningsområde där gäller strukturbiologi, framför allt bestämning av proteiners tredimensionella struktur.
Han invaldes 10 juni 2009 som ledamot av Vetenskapsakademien i dess klass för kemi.